# A Fülöp-szigetek űrkutatása

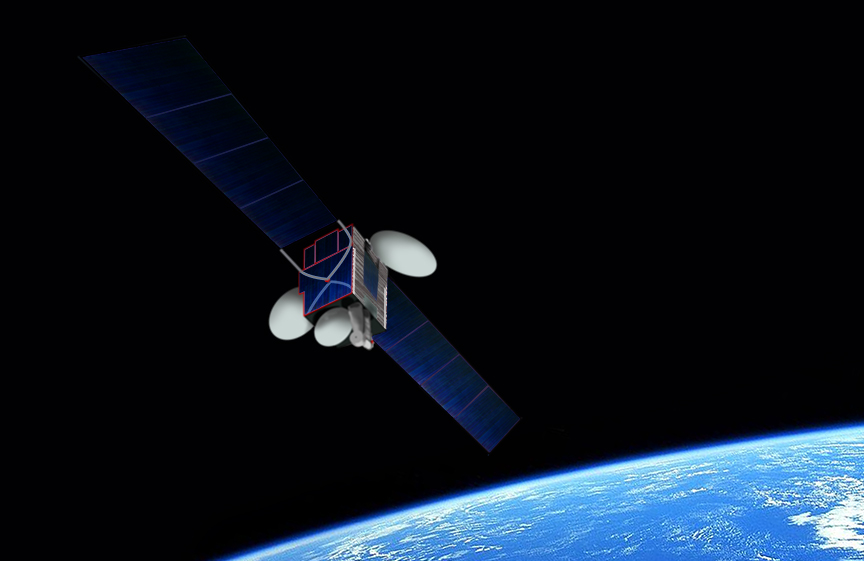
Mabuhay–1 kommunikációs műhold

A Fülöp-szigetek űrkutatása azon kormánydöntés körébe tartozik, mely szerint – a távközlési forradalom fejlődését felismerve – a Fülöp-szigeteken és a régióban elősegítik a távközlés, a szórakozás, az oktatás, valamint az internet felhasználását. A kormány ezzel a döntésével felgyorsította a nemzet (polgári, intézményi és ipari) fejlődését.

## Története
Az 1990-es évektől széles körben (ipari, iskolai) megkezdődött a Computer Science (számítógéptudomány) felhasználása, alkalmazásának terjesztése (oktatások, tájékoztatók, tudományos képzések). Új munkahelyek jöttek létre a társadalom minden területén. Az egyetemi, főiskolai oktatások megteremtették a modern technikai eszközök fejlesztőinek, alkalmazóinak széles rétegét. Megteremtődött a tárgyi, technikai és személyi feltétele az űreszközök által nyújtott szolgáltatások felhasználásának.
Az ország nemzeti problémái, az elmúlt évszázadok katasztrófavédelmi tapasztalatai, a nemzeti biztonság arra késztetik a kormányt, hogy ne csak a Földön (repülőgépeken a levegőben) telepítsenek előrejelző eszközöket, hanem a trópusi viharok, szökőárak, földrengések, vulkáni kitörések, tüzek, valamint a gazdasági folyamatok (erdészet, halászat, mezőgazdaság, meteorológia) ellenőrzésére a világűrben elhelyezett űreszközök (saját vagy bérelt) méréseit is vegyék figyelembe. A műholdak jelenleg a kárelhárításban nyújtanak segítséget. A megelőző információkkal a károk mértéke jelentősen (elsősorban emberi) csökkenthetők.
A mai modern mikrótechnológia lehetővé teszi, hogy kis műholdakat (mikro-, nano-, piko/CanSat) felbocsátva (közel két évig képesek az aktivitásra) elősegítsék a katasztrófavédelem, a meteorológia (megelőzés, riasztás, mentés) szolgáltatását. Az alkalmazható műholdak költsége jelentősen alacsonyabb a nagyobb műholdakénál. Ilyen műholdak előállítását a hazai tudósokkal, mérnökökkel, a hátteret biztosító intézetekkel és a speciális ipari üzemekkel kell megoldani.
A felderítő műhold alkalmazásával a nemzetbiztonsági fenyegetés (parti őrség működtetése) gazdaságosabban, eredményesebben megoldhatóvá válik.

### Fülöp-szigeteki Űrügynökség
A Fülöp-szigeteki Űrügynökség (Philippine Space Agency – PSA) a kormány által létrehozott szervezet, melynek feladata kidolgozni az űrkutatás távlati terveit (programok, költségvetések, együttműködések, hazai lehetőségek – intézményi, ipari), amelyeket a kormány elé terjeszt. A kormány a távközlés-szolgáltatás megteremtésére biztosított költségvetési fedezetet. Kiépítették a földi adó- és vevőállomásokat, kiképezték az üzemeltető állományt. Az oktatás elősegítésére továbbképezték a pedagógusokat.
Feladatai:
- az űrkutatással kapcsolatos törvények módosítása, kialakítása,
- az állami űrkutatás közeli és távlati elképzelésének kialakítása,
  - a nemzetbiztonság segítése,
  - távközlési (távoktatási) szükségletek kialakítása,
  - természeti erőforrások feltérképezése,
  - meteorológiai adatszolgáltatás (katasztrófa-előrejelzés),
  - technikai fejlődés polgári célú hasznosítása (életszínvonal emelése),
- összefogni, támogatni, nyilvántartani az egyetemi, intézményi, valamint a hazai ipar tudományos munkáit, fejlesztéseit,
- elősegíteni a nemzetközi egy- és többoldalú kapcsolatokat,
- képviseletet biztosítani a nemzetközi szervezetekben,
- kialakítani és működtetni a hazai űrkutatás infrastruktúráját.

## Műholdak
A világűr és az alkalmazott tudomány észrevétlenül nagy hatással lett a mindennapi életre. A Global Positioning System (GPS), a nemzeti és nemzetközi műholdas kommunikáció, a hordozható számítógépek, a digitális kamerák alkalmazása természetessé vált. A világűr kutatása, a nemzeti űrprogram első lépéseként egy önálló távközlési műhold alkalmazására helyezte a hangsúlyt. A programmal elérhetővé vált a telekommunikációs eszközöket használata, a telemedicina és az oktatás széles körű alkalmazhatósága.
A Mabuhay–1 az első Fülöp-szigeteki kommunikációs műhold.

## Emberes űrrepülés
2014-ben mintegy 10 000 fő jelentkezett űrhajósjelöltnek. Megkezdődött a kiválasztás (két fő) folyamata. A NASA-val kötött együttműködési megállapodás alapján történik majd a felkészítésük.